# Lucilio Iuniore
Lucilio il Giovane chiamato da Seneca Lucilius Iunior (fl. I secolo) è stato un poeta e storico romano vissuto nel I secolo.
Fu Procurator Augusti per la provincia romana di Sicilia durante il regno di Nerone, amico e corrispondente di Seneca e probabilmente autore dei Aetna, un poema sopravvissuto soltanto in parte.

## Biografia
Le informazioni a noi note provengono dagli scritti di Seneca, in special modo dalle Epistulae morales ad Lucilium (riflessioni su problemi di filosofia morale), Naturales quaestiones (trattato di scienze naturali), De providentia (dialogo) e altre opere che non ci sono giunte.
Sembra che fosse nativo della Campania: Seneca gli scrive frequentemente "la tua amata Pompei." Quando Seneca scriveva le sue Epistulae (intorno all'anno 65), Lucilio era Procurator Augusti per la provincia romana di Sicilia. Era un cavaliere romano, status che raggiunse dopo "persistenti lavori," ed aveva una villa di campagna ad Ardea, a sud di Roma. Seneca dedicò una delle sue lettere più brevi all'elogio di un libro che Lucilio aveva scritto. Talvolta anche alcuni versi di Lucilio sono citati da Seneca.

## Aetna
Aetna è un poema di 644 versi sull'origine dell'attività vulcanica, attribuito spesso a Virgilio, Cornelio Severo e Marco Manilio.
La sua opera è stata collocata al 44 d.C., sulla base del fatto che certe opere d'arte, note per essere state rimosse da Roma in quella data, sono indicate a una certa distanza dalla città. Ma siccome l'autore sembra aver conosciuto e fatto uso di Quaestiones Naturales di Seneca (scritto nell'anno 65), e non si fa menzione della grande eruzione del Vesuvio (anno 79), l'epoca della sua composizione sembra stia tra queste due date. A favore della paternità di Lucilio è il fatto che era amico di Seneca, che conosceva i suoi scritti, che per un certo periodo aveva ricoperto l'incarico di procuratore imperiale in Sicilia, e aveva quindi familiarità con la località, ed era l'autore di un poema su soggetti siciliani. Si obietta che nella 79ª lettera, Seneca, che è l'autorità principale sulla questione, apparentemente chiede a Lucilio di introdurre il tema banale di "Aetna" semplicemente come un episodio nel suo poema contemplato, non di renderlo oggetto di un trattamento separato. Le fonti di '"Aetna" sono Posidonio di Apamea, e forse lo pseudo-aristotelico  De Mundo, mentre ci sono molte reminiscenze di Lucrezio. L'opera ci è giunta in uno stato precario, e le sue difficoltà sono aumentate dalla natura impersonale del soggetto, dalla tensione dopo la concisione e dall'uso invadente di metafore.

## Edizioni
- Giuseppe Giusto Scaligero (1595)
- F. Jacob (1826)
- H A J Munro (1867)
- Moriz Haupt nella sua edizione di Virgilio (1873)
- E. Bährens in Poetae latini minores, ii.
- Siegfried Sudhaus (1898)
- Robinson Ellis (1901), contenente una bibliografia del soggetto